# Кляштор-под-Знєвом
Кляштор-под-Знєвом (словац. Kláštor pod Znievom) — село, громада округу Мартін, Жилінський край, регіон Турєц. Кадастрова площа громади — 39,03 км².
Населення 1643 особи (станом на 31 грудня 2018 року).

## Історія
Кляштор-под-Знєвом згадується 1113 року.

## Географія
Протікають річка Веджер і Знєвський потік.

## Населення
| Рік:            | 1994. | 2004.   | 2014.   | 2024.    |
| --------------- | ----- | ------- | ------- | -------- |
| Кількість осіб: | 1532  | 1481    | 1598    | 1843     |
| Різниця:        |       | -3,32 % | +7,90 % | +15,33 % |

| Рік:            | 2023. | 2024.   |
| --------------- | ----- | ------- |
| Кількість осіб: | 1823  | 1843    |
| Різниця:        |       | +1,09 % |

## Відомі люди
- Олександр Мойзес (1906—1984) — словацький композитор, диригент і учитель.